# Xeroplana
Xeroplana es un género con dos especies de plantas de flores perteneciente a la familia Stilbaceae. 
En APWeb se le considera un sinónimo del género Stilbe

## Especies seleccionadas
- Xeroplana gymnopharyngia
- Xeroplana zeyheri